# Janirella
Janirella är ett släkte av kräftdjur. Janirella ingår i familjen Janirellidae.

## Dottertaxa tillJanirella, i alfabetisk ordning[1]
- Janirella abyssicola
- Janirella aculeata
- Janirella bicornis
- Janirella bifida
- Janirella bocqueti
- Janirella bonnieri
- Janirella caribbica
- Janirella diplospinosa
- Janirella erostrata
- Janirella eximia
- Janirella extenuata
- Janirella fusiformis
- Janirella glabra
- Janirella gomoiui
- Janirella hessleri
- Janirella hexaspinosa
- Janirella hirsuta
- Janirella laevis
- Janirella latifrons
- Janirella laubieri
- Janirella lobata
- Janirella macrura
- Janirella magnifrons
- Janirella nanseni
- Janirella ornata
- Janirella polychaeta
- Janirella priseri
- Janirella quadrituberculata
- Janirella rotundifrons
- Janirella sedecimtuberculata
- Janirella spinosa
- Janirella spongicola
- Janirella sydneyae
- Janirella tuberculata
- Janirella vemae
- Janirella verrucosa